# Torcetrapib
Torcetrapib (CP-529,414, Pfizer) là một loại thuốc đang được phát triển để điều trị tăng cholesterol máu (tăng mức cholesterol) và ngăn ngừa bệnh tim mạch. Sự phát triển của nó đã bị dừng lại vào năm 2006 khi các nghiên cứu pha III cho thấy tỷ lệ tử vong do mọi nguyên nhân quá mức ở nhóm điều trị nhận được sự kết hợp của atorvastatin (Lipitor) và torcetrapib.

## Sử dụng trong y tế
Torcetrapib đã không được tìm thấy để làm giảm bệnh tim mạch hoặc nguy cơ tử vong ở những người đã dùng thuốc statin.

## Cơ chế
Torcetrapib hoạt động (như một chất ức chế CETP) bằng cách ức chế protein chuyển cholesterylester (CETP), thường chuyển cholesterol từ cholesterol HDL sang lipoprotein mật độ rất thấp hoặc mật độ thấp (VLDL hoặc LDL). Sự ức chế quá trình này dẫn đến mức HDL cao hơn (hạt có chứa cholesterol "tốt") và làm giảm mức LDL (cholesterol "xấu").         

## Phát triển
Bước đầu tiên trong quá trình tổng hợp là một phản ứng tạo ra gần đây của p-chlorotrifluoryltoluene, một phản ứng được tạo ra bởi Tiến sĩ Stephen Buchwald tại MIT.
Sự phát triển của thuốc bắt đầu vào khoảng năm 1990; nó được quản lý lần đầu tiên ở người vào năm 1999 và việc sản xuất ở quy mô sản xuất bắt đầu ở Ireland vào năm 2005.
Pfizer trước đó đã thông báo rằng torcetrapib sẽ được bán kết hợp với statin của Pfizer, atorvastatin (Lipitor); tuy nhiên, sau những chỉ trích của giới truyền thông và bác sĩ, Pfizer sau đó đã lên kế hoạch cho torcetrapib được bán độc lập với Lipitor.

## Các thử nghiệm lâm sàng
Một thử nghiệm năm 2004 (19 đối tượng, không ngẫu nhiên) cho thấy torcetrapib có thể tăng HDL và hạ LDL khi có và không có statin bổ sung.
Chín nghiên cứu pha III đã được hoàn thành.

### Chấm dứt nghiên cứu sớm
Vào ngày 2 tháng 12 năm 2006, Pfizer đã cắt thử nghiệm giai đoạn III của torcetrapib vì "sự mất cân bằng về tử vong và các sự kiện tim mạch" liên quan đến việc sử dụng nó. Đây là một sự kiện bất ngờ và bất ngờ và vào cuối ngày 30 tháng 11 năm 2006, Jeff Kindler, giám đốc điều hành của Pfizer, đã trích dẫn: "Đây sẽ là một trong những hợp chất quan trọng nhất của thế hệ chúng tôi."  Trong thử nghiệm chấm dứt, tỷ lệ tử vong tăng 60% được ghi nhận ở những bệnh nhân dùng torcetrapib và atorvastatin so với dùng atorvastatin đơn thuần. Pfizer khuyến cáo tất cả bệnh nhân ngừng dùng thuốc ngay lập tức.
Sáu nghiên cứu đã được chấm dứt sớm. Một trong những nghiên cứu đã hoàn thành cho thấy nó làm tăng huyết áp tâm thu và kết luận "Torcetrapib cho thấy không có lợi ích lâm sàng trong nghiên cứu này hoặc các nghiên cứu khác, và sẽ không được phát triển thêm nữa." 
Thuốc có giá hơn 800 triệu đô la để đưa vào giai đoạn phát triển III.

## Tổng hợp
Nhu cầu cholesterol trong chế độ ăn uống được ester hóa để được hấp thụ từ ruột. Các enzyme, protein chuyển cholesterylester (CETP), sau đó hoàn thành việc hấp thụ cholesterol. Các loại thuốc can thiệp vào hoạt động của các peptide này sẽ giúp giảm mức cholesterol bằng cách bổ sung cho hoạt động của các statin ức chế sản xuất cholesterol nội sinh. Chất ức chế CETP torcetrapib (8) tỏ ra rất hiệu quả trong việc giảm mức cholesterol ở người; Thuốc không chỉ hạ thấp lipoprotein mật độ thấp (LDL và VLDL) mà còn tăng nồng độ mật độ cao, lipoprotein tốt (HDL). Tác nhân này, chỉ có một thời gian ngắn trên thị trường do các báo cáo an toàn bất lợi, được đưa vào đây để minh họa một phương pháp bất thường để điều chế tetrahydroquinolines. 

Tổng hợp Torcetrapib: Cũng xem:

Phản ứng của trifluoromethylaniline (1) với propanal với sự hiện diện của benzotriazole (2) gắn với aminal (3). Ngưng tụ (3) với vinyl carbamate (4) thu được vòng tetrahydroquinoline (5) với sự trục xuất của mảnh benzotriazole. Nitơ vòng sau đó được bảo vệ dưới dạng ethyl carbamate bằng cách acyl hóa với ethyl chloroformate (6). Chức năng benzyl carbamate trên nitơ ở vị trí 4 được loại bỏ tiếp theo bằng cách khử với ammonium formate trên palladi để thu được amin chính; hợp chất này sau đó được phân giải thành muối tibrat dibenzyl của nó để thu được đồng phân 2R, 4S (7). Quá trình khử ion hóa với bis-trifuoromethyl benzaldehyd với sự hiện diện của natri triacetoxyborohydride sau đó là acyl hóa với methyl chloroformate hoàn thành quá trình tổng hợp torcetrapib (8).